# NGC 3277
NGC 3277 ist eine Spiralgalaxie mit ausgedehnten Sternentstehungsgebieten vom Hubble-Typ Sab im Sternbild Kleiner Löwe am Nordsternhimmel. Sie ist schätzungsweise 61 Millionen Lichtjahre von der Milchstraße entfernt und hat einen Durchmesser von etwa 40.000 Lichtjahren. Die Entfernungsmessungen basierend auf den Radialgeschwindigkeiten stimmen nicht mit den rotverschiebungsunabhängigen Entfernungsschätzungen von 148 ± 39 Millionen Lichtjahren überein.
Im selben Himmelsareal befinden sich u. a. die Galaxien NGC 3265 und NGC 3274.
Das Objekt wurde am 11. April 1785 vom deutsch-britischen Astronomen Wilhelm Herschel entdeckt.